# 斉藤みどり
斉藤 みどり（さいとう - 、1950年 - ）は、元日本教育テレビ・テレビ朝日アナウンサー。東京都出身。

## 来歴・人物
慶應義塾大学文学部卒業後、1974年にNETテレビ（現 テレビ朝日）のアナウンサーとして入社。
主に東京TODAY、みどりの窓口、6時のサテライトなどを担当。
1993年時点で広報局在籍。

## 出演番組
- みどりの窓口
- 6時のサテライト